# O Mestre (série de televisão)
O Mestre é uma série de televisão estrelada por Lee Van Cleef no papel de John Peter McAllister, um veterano de guerra norte-americano que permaneceu no Japão após o término da Segunda Guerra Mundial, vindo a tornar-se um mestre ninja e que decide retornar à América para tentar localizar sua recém-descoberta filha.
Em suas aventuras, McAllister conta com a companhia do impulsivo Max Keller (interpretado por Timothy Van Patten), um jovem que aspira tornar-se um expert em artes marciais. O principal antagonista de McAllister é o perigoso ninja Okasa (interpretado por Sho Kosugi) que está disposto a tudo para impedir que seu antigo mestre divulgue os segredos do ninjitsu no Ocidente. 
O filme piloto da série, intitulado Max, exibido originalmente em 20 de janeiro de 1984, foi dirigido por Robert Clouse (o mesmo que dirigiu Bruce Lee em Operação Dragão e Jogo da Morte) e tem a participação da jovem Demi Moore no papel de Holly Trumbull.
O seriado foi encerrado após a produção de treze episódios.

## A série no Brasil
No Brasil a série foi transmitida pela Rede Globo e Rede Bandeirantes entre 1985 e 1987.

## Episódios
1. Max (20 de janeiro de 1984)
2. Out-of-Time Step (27 de janeiro de 1984)
3. State of the Union (3 de fevereiro de 1984)
4. Hostages (10 de fevereiro de 1984)
5. High Rollers (2 de março de 1984)
6. Fat Tuesday (9 de março de 1984)
7. Juggernaut (16 de março de 1984)
8. The Good, the Bad and the Priceless (23 de março de 1984)
9. Kunoichi (6 de abril de 1984)
10. The Java Tiger (13 de abril de 1984)
11. Failure to Communicate (4 de maio de 1984)
12. Rogues (10 de agosto de 1984)
13. A Place to Call Home (31 de agosto de 1984)